# نمایش شبکه یک
نمایش شبکهٔ یک (انگلیسی: The Play on One) یک مجموعهٔ تلویزیونی درام از گلچین‌های ادبی است که مابین سال‌های ۱۹۸۸ تا ۱۹۹۱ از شبکهٔ بی‌بی‌سی وان پخش شد.

## گزیدهٔ بازیگران
- هاروی کایتل
- الکس مک‌اوی
- کریگ فرگوسن
- پاتریک دویل
- سوزان وولدریج
- فیلیپ جکسون
- کنت کرانام
- ریچارد ویلسون
- کیتی مورفی
- الیزابت سلرز
- شیوان ردموند
- دیوید رینتول
- تی. پی. مک‌کنا
- دیوید کالدر
- نیکلاس گریس
- مگی اولرنشاو
- آنتون لسر
- کلایو منتل
- کاترین راسل
- جک شپرد
- کنت کرانام
- الیور کاتن
- گان گرینجر
- باب میسون
- وینسنت ریوتا
- آنتونی هاپکینز
- مارک لویس جونز
- هیو فریزر
- جین هرکس
- دیوید کیلتر
- جیمز فاکس
- لینزی دانکن
- کیران مدن
- الکس کینگستون
- نایجل هاثورن
- برندا بلتین
- کارل جانسون
- ایلین پیج
- شارلوت کولمن
- ایان هارت
- لوئیس امریک
- ژیل بالکن
- کلایو راسل
- تامی دوچرتی
- جیم بکستر
- هری اندروز
- آنجلا داون
- جافری وایت‌هد
- یوان استوارت
- دیوید تننت
- کنت کرانام
- کنت کولی
- جان داتین
- دیوید بردلی
- پیتر هیوز
- لوید مک‌گوایر
- دایانا ریگ
- ایلین پیج
- جوانا دیوید
- جان فینچ
- رابرت ایست
- میریام مارگولیس
- سوزان وولدریج
- النور برون
- آنتونی شر
- مارگارتا اسکات
- لین اندرسون
- کلیر گروگن
- انگس مک‌اینس
- آیدان گیلن
- ایان کارمایکل
- رونالد فریزر
- دیوید سوشی
- رزانا آرکت
- جانت مک‌تیر
- بیل پترسون
- تیم راث
- ایملدا استنتون
- کنی ایرلند
- کیران هایندز
- جانی فیلیپس
- جک شپرد
- مارجری میسن
- گان گرینجر
- مارک لویس جونز
- فیلیس لوگان
- کالین فرث
- کاترین زیتا جونز
- جان لینچ
- کتی تایسن
- دکستر فلچر
- فیلیس لوگان
- گوردون جکسون